# Sitios Ramsar de Zambia

Cuenca del río Zambeze a su paso por Zambia.

En Zambia hay ocho humedales de importancia internacional (sitios Ramsar) que ocupan 40.305 km² de superficie. Zambia es uno de los países del mundo con más áreas protegidas, el 41,26% del territorio, 311.773 km² de 755.640 km². Tiene 641 áreas protegidas, de las que 22, que cubren 117.500 km², el 15,55% del país, se evalúan regularmente. Hay 20 parques nacionales, 555 reservas forestales, 16 monumentos nacionales, 2 santuarios naturales, 1 área de conservación, 36 áreas de caza gestionada y 2 santuarios de aves, además de 1 sitio patrimonio mundial de la Unesco en Mosi-oa-Tunya, las cataratas Victoria, que pertenecen en parte a Zimbabue.

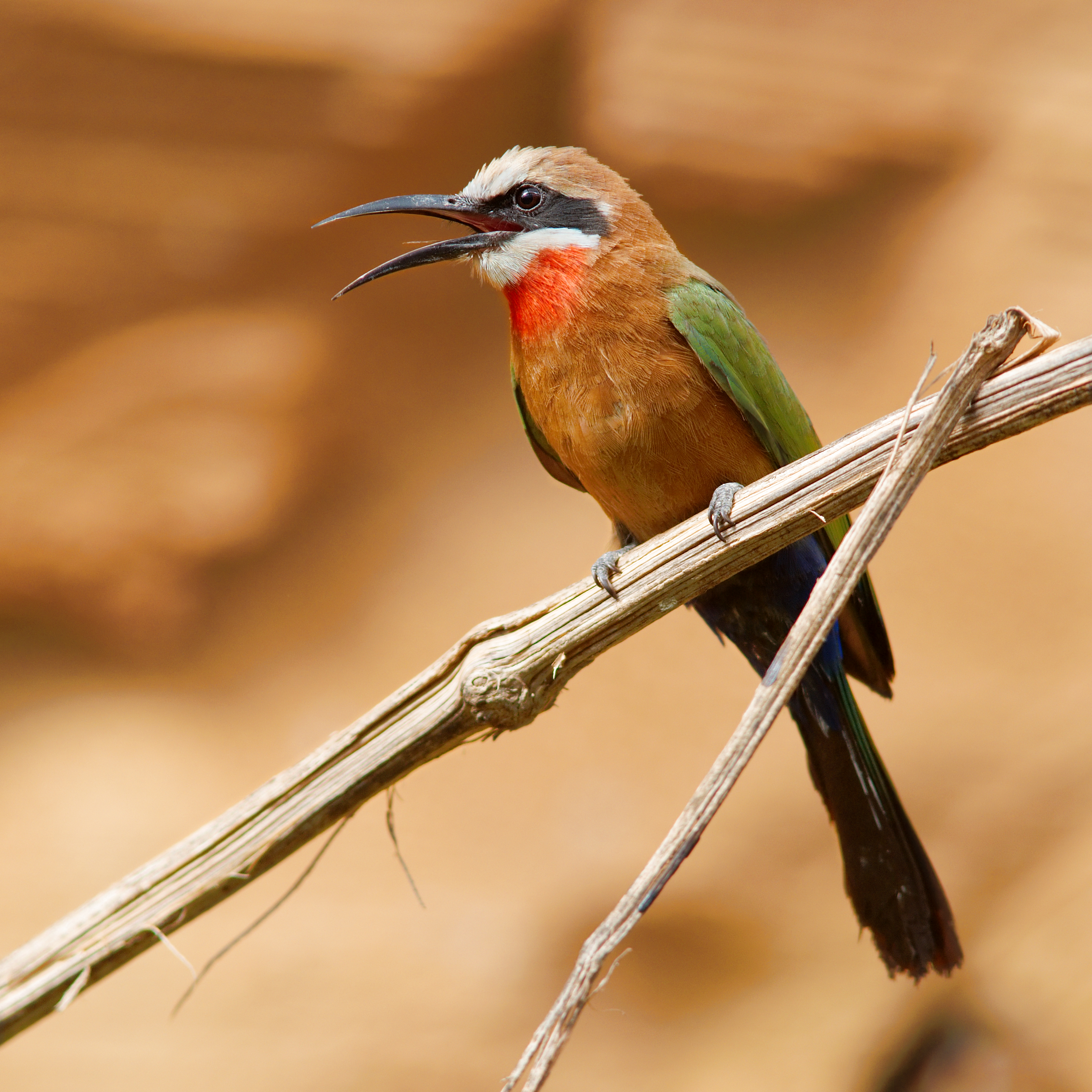
Abejaruco frentiblanco

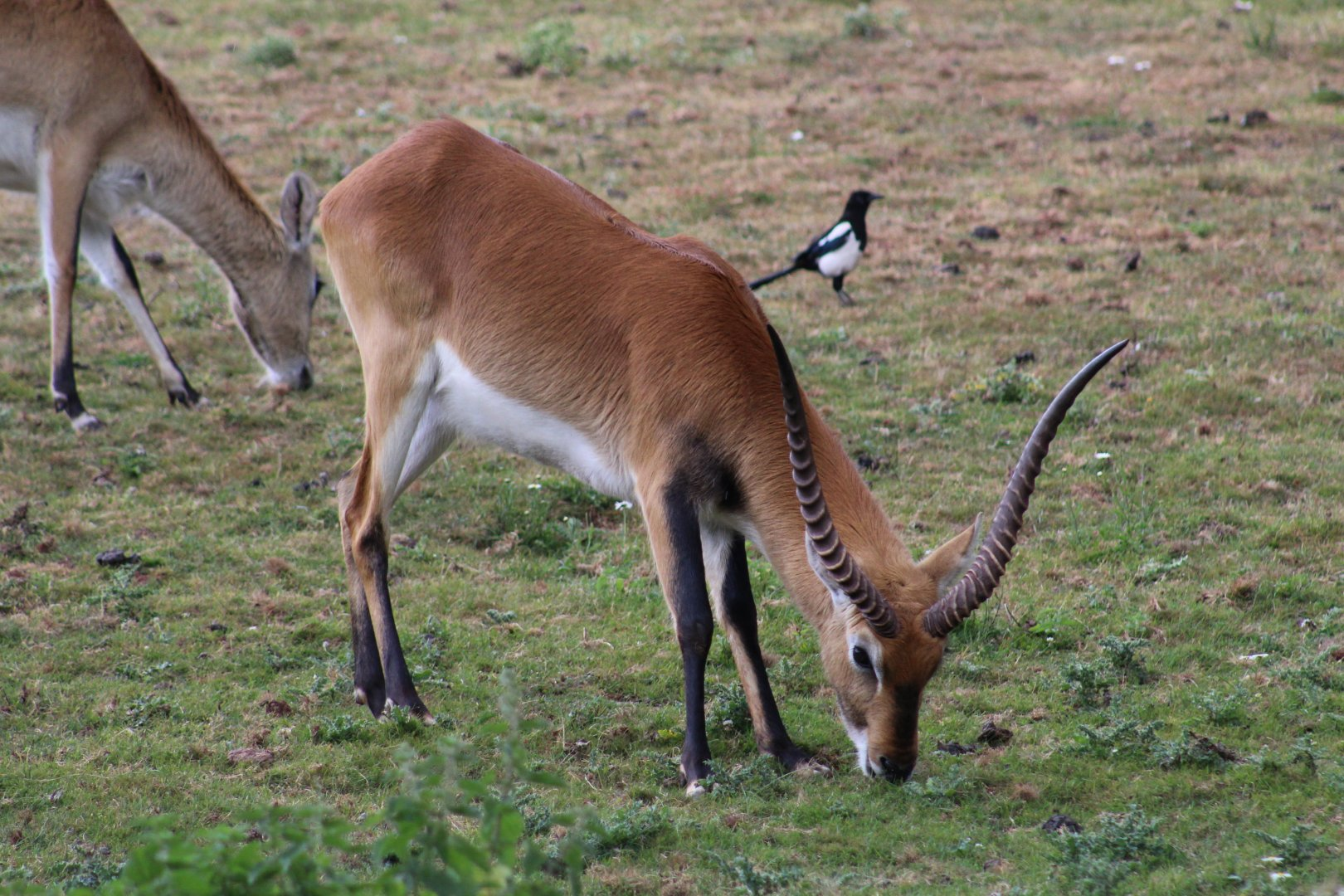
Antílope Lechwe, del Kafue

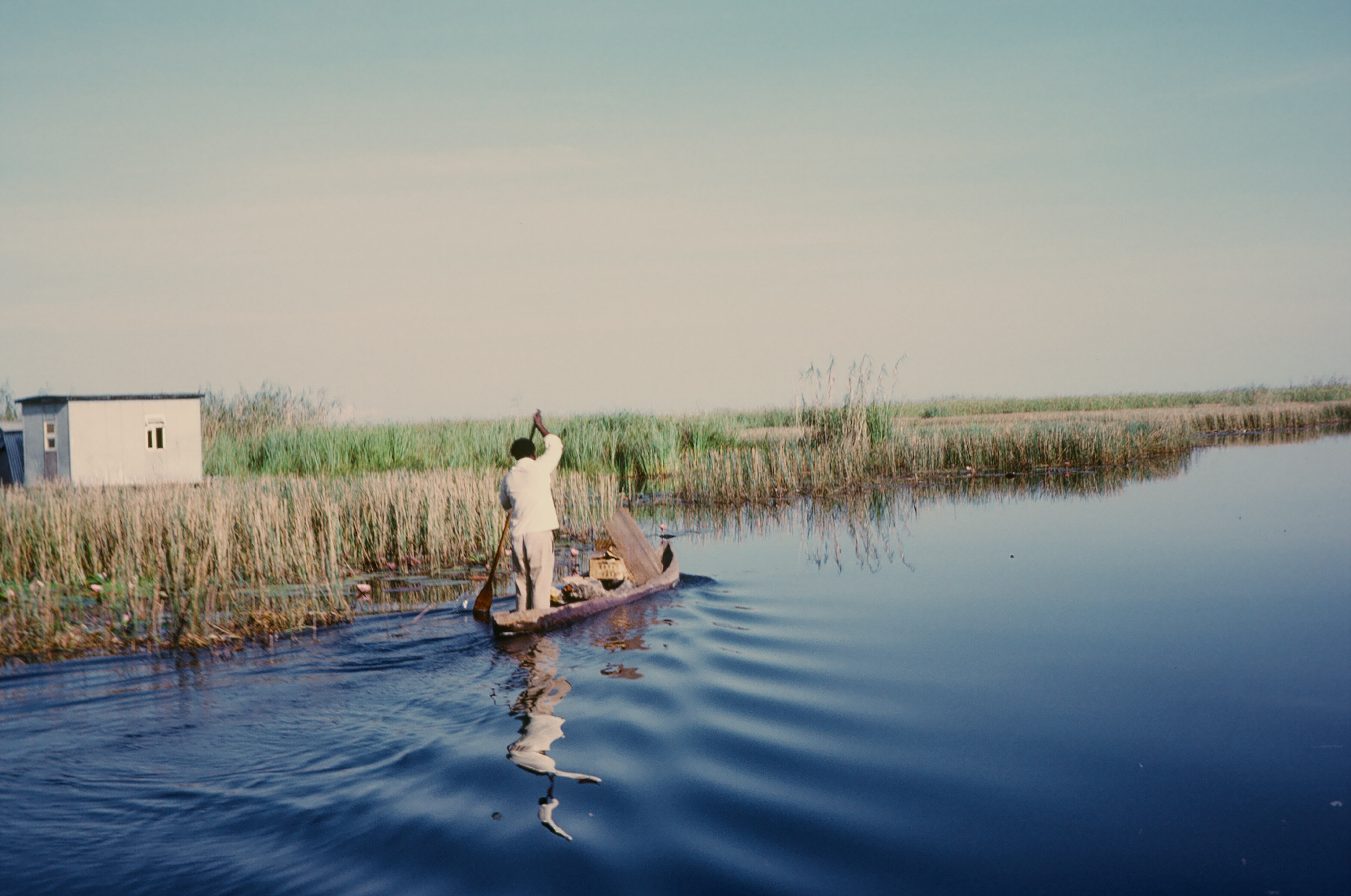
Pescadores en los pantanos del Lukanga

## Sitios Ramsar
- Llanuras de inundación del Zambeze, 9000 km², 15°15′S 23°15′E, sitio Ramsar 1662 desde 2007. El segundo humedal de Zambia por extensión, formado en el lecho del río que suele inundarse con las crecidas, donde las pequeñas colinas que circundan el cauce se convierten en islas entre febrero y marzo. La vegetación riberela es escasa, con pequeños rodales en los llanos de acacia albida, árbol perenne y espinoso de hasta 30 m de altura, Syzygium guineense en el cauce principal, matorrales de Diplorhynchus, y bosques de la palmera Borassus en el norte. En las arenas del Kalahari se encuentran la teca de Zambia (Baikiaea plurijuga) y la fabácea Pterocarpus angolensis. En este lugar viven el león y algunos reptiles endémicos. En sus extensiones se produce la segunda migración más grande del mundo del ñú azul, junto con muchas aves acuáticas. Hay unas 80 especies de peces que alimentan a las poblaciones locales, además de otros recursos como cañaverales y juncales para la artesanía y el cultivo de arroz.[3]

- Llanos de inundación del Luangwa, 2500 km², 12°40′S 32°01′E, sitio Ramsar 1660 desde 2007. Se halla rodeado de parques nacionales (Luambe, Lungwa Norte y Sur, Lukusuzi) y áreas de caza, y está formada por ríos abastecidos de manantiales (algunos de aguas termales o salobres), lagos, lagunas, pantanos y arroyos. El paisaje principal es el miombo perenne con mango silvestre, ébano africano, higuera y Trichilia emetica, además de ricas riberas boscosas. En los llanos hay unas 50 especies de mamíferos, entre ellos licaones y ronocerontes negros, y aves como el abejaruco carmesí del sur, el abejaruco frentiblanco y el avión paludícola.[4] El río Luangwa tiene una cuenca de 147.000 km², en ella viven, entre otros, elefantes, jirafas, hipopótamos, leones, licaones, búfalos... y 2 millones de personas que dependen del río.[5] El gobierno abandonó en 2019 el proyecto de construir una central hidroléctrica en el río Luangwa que hubiera afectado a toda la región.[6] El sitio Ramsar se amplió de 2500 a 11.000 km² en 2007.[7]

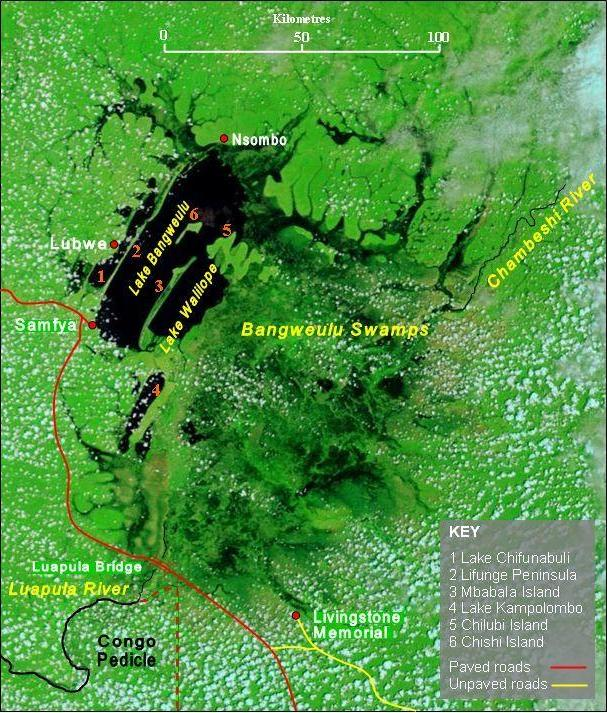
Vista de satélite del lago Bangweulu

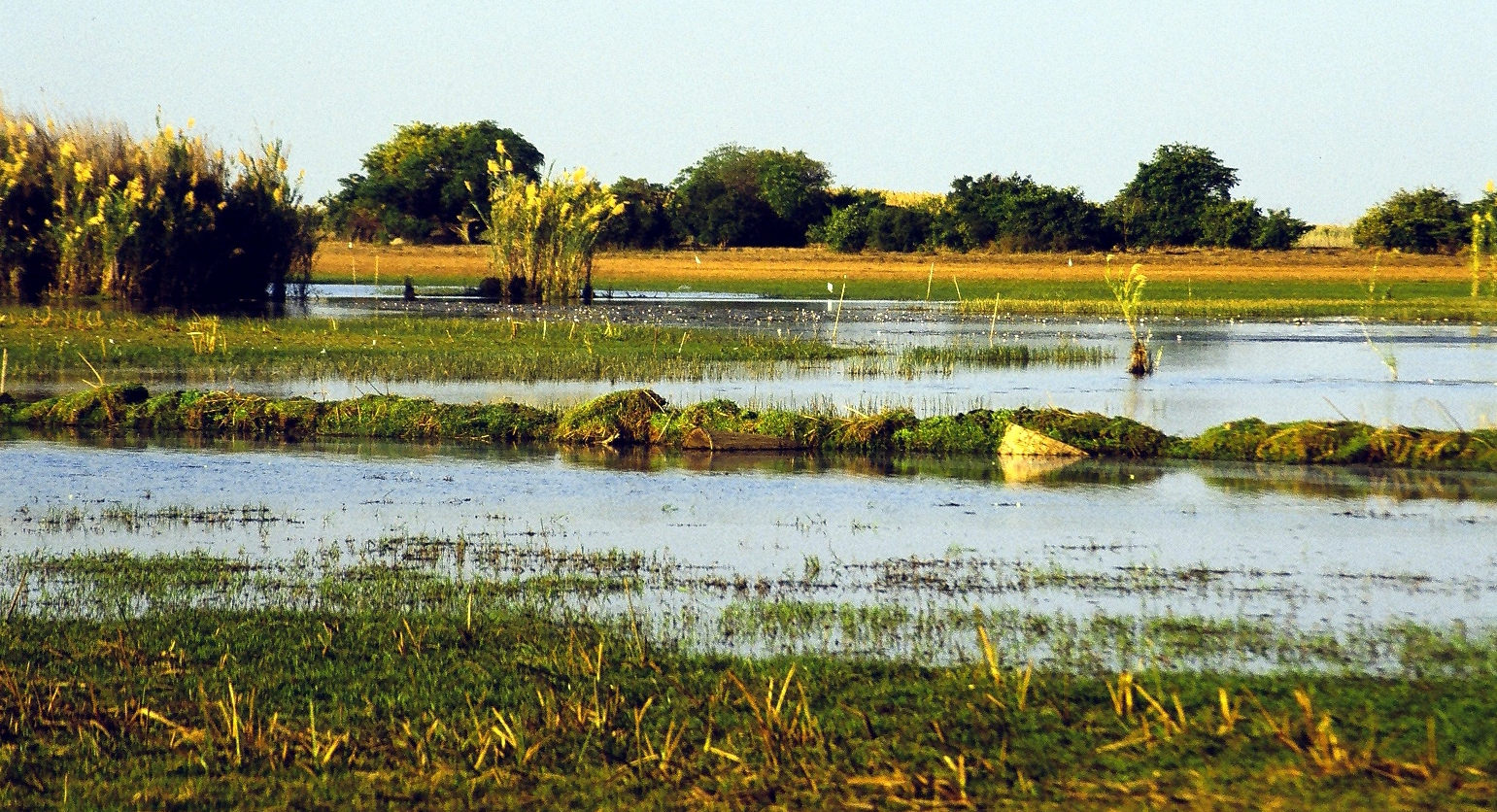
Ciénagas del lago Bangweulu

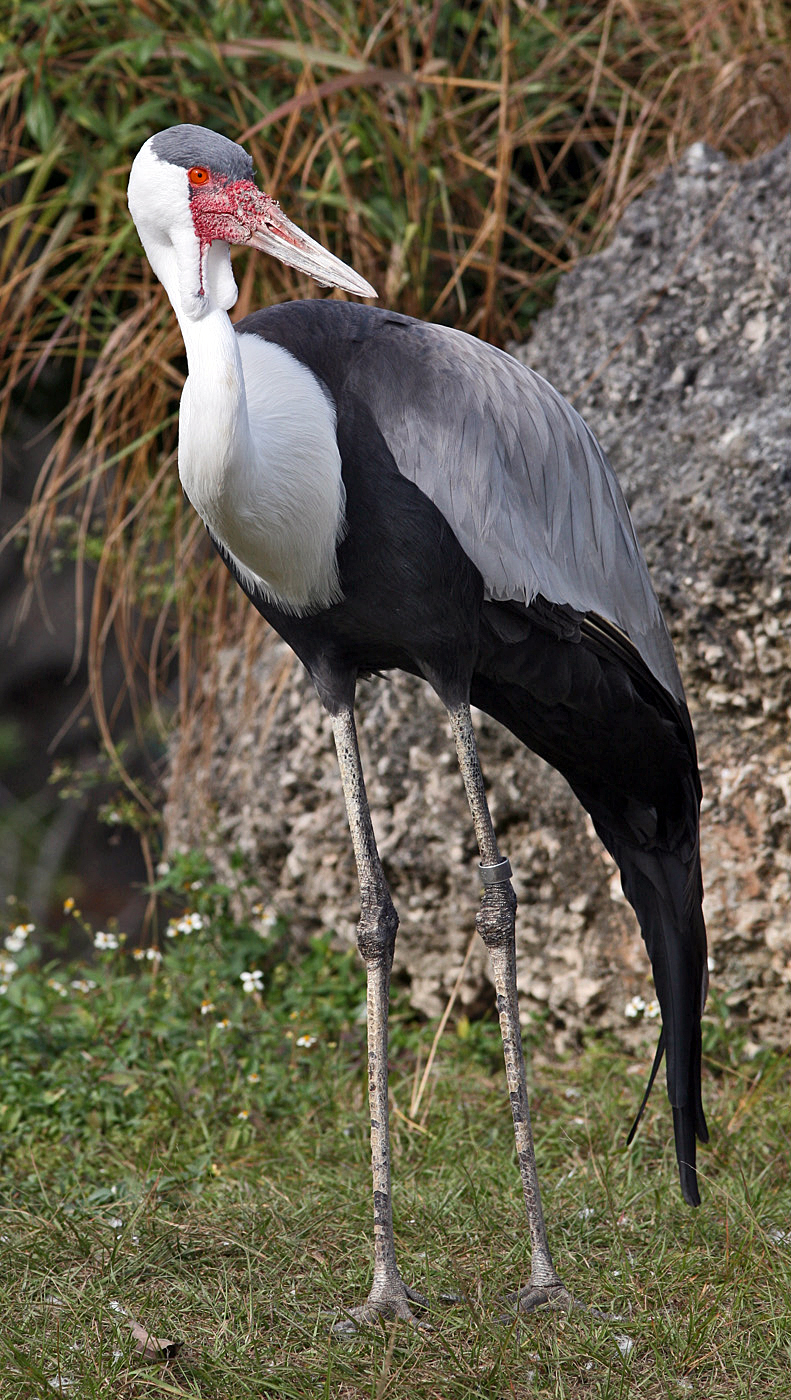
Grulla carunculada

- Humedales del Bangweulu, 11.000 km², 11°25′S 29°58′E, sitio Ramsar 531 desde 1991. En la zona norte de Zambia, en torno al lago Bangweulu, incluye el Parque nacional de Isangano y áreas de caza gestionadas. Por sus herbazales corren el elefante, el búfalo, la cebra y el sitatunga, además de un gran número de antílopes Lechwe y grullas carunculadas, y es el único lugar de Zambia donde se encuentra el picozapato.[8] En el área se hallan las cuevas Nachikufu, con pinturas rupestres de los bosquimanos.[9] Las aguas empiezan a retroceder en junio-julio y los prados relucen en todo su esplendor. La mejor época ara ver algunas de las 400 especies de aves es en septiembre-noviembre. Las migraciones de unos cien mil antílopes lechwe a través de los pantanos son espectaculares. Por la noche se oyen los chacales y las hienas.[10] En las zonas no inundadas abundan los termiteros.[11]

- Humedales de los llanos de Busanga, 2000 km², 14°04′S 25°46′E, sitio Ramsar 1659 desde 2007. Provincia del Noroeste, dentro del Parque nacional Kafue en parte y área de caza gestionada. Comprende ecosistemas diversos, como pantanos, abastecidos por el río Kafue, lagos, zonas boscosas, ríos y grandes llanuras herbáceas abiertas donde viven la grulla carunculada, el guepardo, el león, el duiquero de lomo amarillo, el ñu negro, el ñu azul, la cebra, el antílope ruano, el antílope acuático, el impala, el antílope de Lichtenstein y numerosas aves migratorias. La pesca es practicada por las poblaciones locales y los turistas, y se encuentra tilapia. En junio de 2019 se vieron elefantes en torno a la isla de Kapinga, y búfalos.[12][13][14]

- Llanos del Kafue, 6005 km², 15°40′S 27°16′E, sitio Ramsar 530 desde 1991. Provincias Centro y Sur, dentro del Parque nacional de Lochinvar y áreas de caza gestionadas. Una vasta extensión de llanuras de inundación, zonas boscosas y áreas geotermales en un complejo mosaico de lagunas, meandros y brazos de río abandonados, pantanos y represas, con especies en peligro como la grulla carunculada, el antílope lechwe de Kafue (Kobus leche kafuensis, subespecie enédmica de este lugar, y el sitatunga, entre otros, además de aves migratorias como el pelícano y la garcilla bueyera, así como 67 especies de peces. Hay un lugar de importancia histótica y arqueológica en los manantiales de aguas termales de Gwisho,[15] donde el agua sale a 60-94.oC, y en la colina de Sebanzi, donde hay restos de asentamientos de la Edad de Piedra.[16]

- Pantano de Lukanga, 2600 km², 14°24′S 27°37′E, sitio Ramsar 1580 desde 2005, en la provincia Central. El mayor cuerpo permanente de agua en la cuenca del río Luangwa, un área circular de unos 40-50 km de diámetro que cubre unos 1850 km², más 250 km² en la boca de varios ríos, como el Lukanga, en el nordeste, y otros 500 km² en el lado del Kafue, al oeste y noroeste. Comprende pantanos poco profundos, ríos y lagos que no superan el metro y medio de profundidad. Alberga numerosas especies amenazadas como la grulla carunculada, el antílope Lechwe, la pitón de Seba y el sitatunga. La pesca es importante, con tilapias de las dos especies, rendalli y sparrmanii que abastecen las provincias Central, de Lusaka y Copperbelt, con más de 6 millones de habitantes.[17] La vegetación predominante es el carrizo y el papiro. Hay muchas zonas pequeñas de aguas abiertas y algunas más extensas, como los lagos Suye y Chiposhya. La vegetación acuática incluye Aeschynomene fluitans y el género Nymphaea. En las zonas llanas adyacentes abundan los termiteros. Cuando empieza la época de lluvias, el área se inunda desde el Kafue hacia la cuenca del Lukanga, ejando una zona inundada de unos 70 km de anchura.[18]

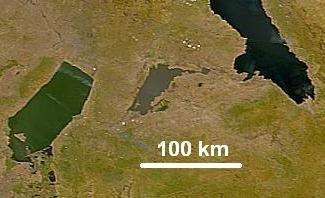
El lago Mweru Wantipa, a la izquierda, de color verdoso, y a la derecha, en azul profundo, el lago Tanganica.

- Lago Mweru Wantipa, 4900 km², 08°52′S 29°46′E, sitio Ramsar 1661 desde 2007, en la provincia del Norte, dentro del Parque nacional del Mweru Wantipa, en la cuenca del lago Mweru Wantipa, rodeado por llanuras de inundación con matorral de Itigi y Sumbu, arbustos muy ramificados y densos, y miombo. Los bosques de ribera contienen Ficus bussei,[19] sicomoro, Trichilia emetica y Acacia adenocalyx.[20] Hay unas 390 especies de aves, cocodrilos del género Mecistops, licaones y elefantes. En el lago hay especies nativas como Oreochromis macrochir, Auchenoglanis occidentalis, Poecilothrissa moeruensis[21] y Clarias gariepinus En los pantanos se cultiva sorgo, mijo, mandioca y arroz, y la amenaza de pesca insostenible existe.[22]

- Lago Tanganika, 2300 km², 08°31′S 30°52′E, sitio Ramsar 1671, desde 2007. En la orilla sudoccidental del lago Tanganika, en el Parque nacional de Nsumbu y en partes del lago compartidas por Zambia, Tanzania, Burundi y la RDC. La parte zambiana es agreste y rocosa, con algunas zonas de terrenos pantanosos y estrechas playas arenosas con bosques de ribera, zonas de árboles y arbustos y herbazales que albergan elefantes, leones, licaones, reptiles endémicos como la serpiente de agua del Tanganica (Lycodonomorphus bicolor) y la cobra Naja annulata. Hay unas 252 especies de peces, de los que 82 son endémicos, como Neolamprologus brichardi y Altolamprologus compressiceps. El pueblo lungu o tabwa, que es la etnia dominante, practica la pesca artesanal y usa la madera de los bosques. Hay ruinas de las primeras misiones y restos prehistóricos cerca de las cascadas Kalambo.[23]